# Minas Tênis Clube (pallavolo maschile)
Il Minas Tênis Clube è una società pallavolistica maschile brasiliana, con sede a Belo Horizonte: milita nel campionato brasiliano di Superliga Série A e fa parte della omonima società polisportiva.

## Rosa 2024-2025
| N° | Nome                    | Ruolo | Data di nascita  | Nazionalità sportiva |
| -- | ----------------------- | ----- | ---------------- | -------------------- |
| 1  | Pedro Meijon            | P     | 3 marzo 2004     | Brasile              |
| 2  | Matheus Dobkowski       | C     | 29 agosto 2005   | Brasile              |
| 3  | Gustavo Orlando         | P     | 10 agosto 2002   | Brasile              |
| 4  | Henrique Guedes         | C     | 9 febbraio 2002  | Brasile              |
| 5  | Otávio Silva            | L     | 24 maggio 2005   | Brasile              |
| 6  | Paulo Vinícios da Silva | S     | 23 agosto 2001   | Brasile              |
| 8  | Willian Doardo          | S     | 22 aprile 1997   | Brasile              |
| 9  | Renato Russomanno       | S     | 5 gennaio 1983   | Brasile              |
| 10 | Aboubacar Neto          | O     | 16 febbraio 1994 | Brasile              |
| 11 | Gabriel Bertolini       | C     | 20 agosto 1997   | Brasile              |
| 12 | Isac Santos             | C     | 13 dicembre 1990 | Brasile              |
| 14 | Javad Karimi            | P     | 1º marzo 1998    | Iran                 |
| 15 | Maique Nascimento       | L     | 16 luglio 1997   | Brasile              |
| 16 | Kelvi Souza             | C     | 15 giugno 2001   | Brasile              |
| 17 | Bryan da Silva          | O     | 1º novembre 2005 | Brasile              |
| 18 | Samuel Neufeld          | O     | 18 agosto 2004   | Brasile              |
| 19 | Arthur Bento            | S     | 8 giugno 2004    | Brasile              |
| 20 | Diogo Pereira           | S     | 21 maggio 2007   | Brasile              |

## Palmarès
- Campionato brasiliano: 7

1984, 1985, 1986, 1999-00, 2000-01, 2001-02, 2006-07
- Coppa del Brasile: 2

2022, 2025
- Campionato Mineiro: 20

1970, 1971, 1972, 1973, 1976, 1977, 1978, 1979, 1984, 1985,
1998, 1999, 2000, 2001, 2002, 2003, 2004, 2005, 2006, 2007
- Campionato Paulista: 2

2005, 2006
- Campionato sudamericano per club: 1

1984, 1985